# クロシュ・レザー・パフラヴィー
クロシュ・レザー・パフラヴィー（Reza Pahlavi、1960年10月31日-）は、元パフラヴィー朝イランの皇太子。民主化運動家。最後の皇帝モハンマド・レザー・パフラヴィー（日本の呼称ではパーレビ国王）と皇后ファラー・ディーバーの長男。イラン革命で帝政が崩壊して以降はアメリカ合衆国に亡命状態にある。

## 経歴
1960年、テヘランに生まれる。1979年、イラン革命により父親が亡命を余儀なくされると、アメリカ合衆国へ移る。以降イランには戻れず、アメリカを拠点にイラン・イスラーム共和国における人権を批判し、慈善事業の傍らで民主化を支援するなどの活動を行っている。2020年には、インタビューにて昨年来のイラン国内の大規模デモやウクライナ国際航空752便撃墜事件による抗議活動を挙げたうえで、最高指導者アリー・ハーメネイーが率いるイランの現在の体制は、数か月以内に崩壊すると予言。欧米の主要諸国に対してイラン政府と交渉しないようアピールを行った。2024年5月19日に東アーザルバーイジャーン州ヘリコプター墜落事故が発生してエブラーヒーム・ライースィー大統領らが死亡した際には声明を発表し、ライースィーは追悼に値しない残虐な虐殺者だったと批判。ハーメネイーを頂点とする現状の転換を訴えた。
「イラン国民の連帯」など、イランの現体制転換を求める政治勢力には、彼を擁立して国王を象徴として戴く民主国家樹立を求める支持者がいる。イラン国内での反政府デモにおいても、王政復古が叫ばれることがある。
2025年6月13日、イスラエルはイラン革命防衛隊の拠点や原子力施設を攻撃（ライジング・ライオン作戦）。これを機にクロシュはイランの軍、警察、治安部隊に対して体制からの離反を呼び掛け、イスラム共和国の打倒を望む考えを表明した。

## その他
- 2011年、同じ境遇であった弟のアリー・レザー・パフラヴィーが自殺している[5]。